# Höhlenrettung Baden-Württemberg
Die Höhlenrettung Baden-Württemberg e. V. (HRBW) ist eine 1985 gegründete Organisation zur Hilfeleistung bei Notfällen in Höhlen und unterirdischen Hohlräumen. Weiterhin engagiert sich der Verein in der Verhütung von Höhlenunglücken und in Sachen Materialsicherheit. Der Sitz ist in Tübingen.
Das Einsatzgebiet des gemeinnützigen Vereins erstreckt sich über das Land Baden-Württemberg sowie in besonderen Fällen auch darüber hinaus.
Die Höhlenrettung Baden-Württemberg hat 145 Mitglieder (2009), die zum Teil auch medizinisch ausgebildet sind. Aus Mitgliedsvereinen stehen darüber hinaus bei Höhleneinsätzen etwa 150 weitere Einsatzkräfte zur Verfügung.
Der Verein arbeitet mit im Höhlenrettungsverbund Deutschland und ist Mitglied im Verband der deutschen Höhlen- und Karstforscher (VdHK).

## Einsatzablauf
Die Einsatzkräfte werden im Ernstfall per SMS- und Mobilfunk zu einer Sammelstelle nahe der Höhle beordert. Das Einsatzmaterial wird durch Kräfte der Feuerwehr oder der Bergwacht aus den Depots der Berufsfeuerwehr in Reutlingen und der Bergwacht in Lenningen-Schopfloch beigebracht. Ein Vorstoßtrupp geht zur Suche und Erstversorgung unter Tage, gefolgt von einem Kommunikationstrupp, der eine Telefonverbindung zur Einsatzleitung aufbaut. Arzttrupp, Tragentrupp, ggf. Tauchertrupps und Techniktrupps zur Vorbereitung eines schonenden Verletztentransports folgen. Wenn der Verunfallte stabilisiert ist, führen die Höhlenretter den Transport durch.

## Geschichte
Der Verein wurde aufgrund mehrerer Höhlenunfälle gegründet, von denen einer tödlich verlief. Erstmals Aufsehen erregte der Verein anlässlich einer Rettungsaktion in der Falkensteiner Höhle bei Bad Urach in der Nacht vom 25. auf den 26. Februar 1995 und wird seitdem bei Höhlenunfällen mitalarmiert, da er ein Bestandteil der Rettungskette ist.